# Przejęcie przedsiębiorstwa
Przejęcie przedsiębiorstwa – transakcja polegająca na przeniesieniu kontroli nad działalnością gospodarczą przedsiębiorstwa. Następuje zazwyczaj w wyniku wykupienia udziałów, za zgodą lub bez zgody zarządu przejmowanego przedsiębiorstwa (wrogie przejęcie). 
Powodami przejęć przedsiębiorstw są m.in. chęć zwiększenia korzyści skali, uzyskania dostępu do kompetencji lub technologii, uzupełnienie portfolio produktów i wejście na rynek innego państwa.

## Sposób przejęcia przedsiębiorstwa
Przejęcie przedsiębiorstwa może nastąpić m.in. poprzez:
- zakup akcji (udziałów),
- zakup aktywów przedsiębiorstwa (jego majątku),
- uzyskanie pełnomocnictwa (grupa udziałowców lub jeden z nich uzyskuje prawo głosu na walnym zgromadzeniu),
- prywatyzację spółki publicznej,
- wspólne przedsięwzięcie (z wydzielonych aktywów różnych podmiotów tworzy się wspólne przedsiębiorstwo, przy czym jeden z nich obejmuje pozycję akcjonariusza lub udziałowca większościowego co do prawa głosu).

Przejęcie nie następuje w przypadku przymusowej likwidacji przedsiębiorstwa. Uprawnienia i obowiązki poprzedniego właściciela wynikające z umów o pracę w dniu przejęcia zostają przeniesione na nowego właściciela. Samo przejęcie przedsiębiorstwa nie stanowi podstawy do zwolnienia pracowników, jednak przepisy prawa pracy nie zabraniają takich zwolnień ze względu na przyczyny ekonomiczne, techniczne lub organizacyjne.

## Typy przejęć
- horyzontalne – nabycie przedsiębiorstwa produkującego ten sam produkt albo świadczącego tę samą usługę lub grupę usług,
- wertykalne – nabycie przedsiębiorstwa operującego w kolejnym lub poprzedzającym ogniwie ścieżki ekonomicznej sektora,
- koncentryczne – nabycie przedsiębiorstwa stosującego podobną technologię i znajdującego się w tych samych segmentach,
- konglomeratowe – nabycie przedsiębiorstwa wykorzystującego inne technologie, działającego na innych rynkach oraz produkującego inne produkty[3].